# Американская народная музыка
Американская народная музыка (англ. American folk music) — музыкальный фольклор коренных народов и переселенцев в США. Варьируется по многочисленным региональным и этническим группам США. Для различных индейских племён характерен свой вариант народной музыки. Европейские поселенцы и африканские рабы привезли в страну собственные музыкальные инструменты и традиции. Европейцы — скрипки и фортепиано, а африканцы — технологию изготовления аналога современного банджо и технику игры на нём. К XIX веку на этих инструментах играли как белые, так и черные американцы, зачастую в совершенно разной манере. Белые поселенцы внедрили в американскую музыкальную культуру баллады, а чернокожие — форму «вопрос-ответ». Хотя в силу закона расы были четко разделены, обмен музыкальными идеями и инструментами было остановить невозможно. После того, как США освободились от британского правления, стали появляться новые музыкальные гибриды, которые пожили основу собственной, чисто американской народной музыке, которую можно было услышать уже в начале XIX века.

## Характерные признаки
Хотя американская народная музыка крайне разнообразна, для неё характерны следующие черты:
1. Народная музыка сильно варьируется в зависимости от региона, но относительно слабо меняется со временем. Ковбойские песни вроде «When the Works’s All Done This Fall» исполнялись в Вайоминге как минимум с конца XIX века. Текст этой песни о работе со скотом на ранчо вечно актуален для жителей данного региона. Однако её привлекательность для американца украинского происхождения, работающего на металлургическом комбинате в городе Гэри, штате Индиана, довольно мала. Изменения в народной музыке незначительные и происходят медленно, поскольку её формы в основном определяются консервативной музыкальной культурой. Это особенно верно для евроамериканских этнических групп и в меньшей степени для экспрессивной культуры афроамериканцев.
2. Народная музыка происходит из конкретной самобытной общины — шахтеров, каджунов Луизианы или коренных американцев. Такие общины существуют по всем США и объединяют людей на основе ремесла, племенных связей, этнической идентичности или просто физической близости друг к другу. Общими для них зачастую являются манера речи, особенности приема пищи, специфические фамилии. Народная музыка обычно имеет тесную связь с повседневной жизнью общины — работой, религиозными церемониями, коллективными танцами.
3. Авторство и происхождение народных песен и мотивов обычно неизвестно. Например, авторство скрипичных мелодий вроде «Soldier’s Joy» и «Old Molly Hare» не установлено и с большой вероятностью останется таковым навсегда. Однако конкретные песни иногда могут приписываться определённому региону или народной общине. Например, «Pony Blues» «Walking Blues» и «Rollin’ and Tumblin’» явно происходят из традиций Дельты Миссисипи.
4. Народные песни обычно передаются из уст в уста или в ходе неформального обучения внутри общины. Народная музыка разучивается внутри общины людьми, которые в ней выросли или стали её неотъемлемой частью. Этот процесс редко подразумевает формальные уроки в академическом понимании. Человек изучает музыку, которая исполняется общиной в процессе богослужений, отдыха или развлечений. Сегодня народная музыка также часто распространяется через средства массовой коммуникации, особенно радио и музыкальные записи.
5. Народная музыка наиболее часто исполняется непрофессионалами. Внутри общины музыку часто исполняют опытные музыканты, но лишь малая доля из них зарабатывает этим на жизнь. В основном такие люди попадали на профессиональную сцену в ходе или после американского фолк-ривайвла. Гораздо менее известны многочисленные народные музыканты, играющие бесплатно или подрабатывающие музыкой для развлечения других членов общины. Среди них также были исключения, например, Уильям Сэмюэль Мактелл или Билл Монро, в итоге смогли сделать музыку своей профессией, но исполняя уже популяризированные формы народной музыки.
6. Малые формы и типовая структура — основа народной музыки. Большая часть народной музыки вписывается в типовые шаблоны, общеизвестные среди членов конкретной общины. Например, блюзовая прогрессия, основанная на аккордах I, IV, и V ступеней. Однако в этих рамках проявляется возможность для индивидуальной экспрессии музыканта. Короткие и предсказуемые хала меле с Гавайских островов способны показаться однотипными непосвященному слушателю, но их можно отличить на основании вокальных особенностей певца. Хотя народная музыка часто сама по себе сложна, основные принципы исполнения мало изменяются от случая к случаю.

## Музыка индейцев
Первую народную музыку на территории США исполняли индейцы, используя большое разнообразие стилей и приёмов. Некоторые общие черты являются наиболее универсальными для индейской традиционной музыки, особенно это касается отсутствия гармонии и полифонии, а также использования вокабул и нисходящих мелодических фигур. Традиционные инструменты включают флейту и разные виды перкуссии, как, например, барабаны, погремушки и шейкеры. С установлением культурных связей с Европой и Африкой индейская музыка стала развиваться в новых направлениях, как, например, сплавы с совершенно непохожими европейскими народными танцами и музыкой техано. Современная индейская музыка известна прежде всего благодаря многоплемённым сборам пау-вау, на которых исполняются традиционные танцы и музыка.

## Англоамериканская музыка
Тринадцать колоний являлись английскими владениями, и английская культура стала главным фундаментом для американской народной и популярной музыки. Во многих американских народных песнях использовалась музыка из английских песен, но с новым лирическим содержанием, нередко в форме пародии на оригинальный материал. В отличие от английских песен, англоамериканские имеют меньше пентатоники, менее заметный аккомпанемент (но с более тяжелым бурдоном) и больше мажорных мелодий. Англоамериканская традиционная музыка, начиная с колониальных времен, включает в себя разнообразные листовочные баллады, юмористические рассказы и байки, песни о бедствиях на шахтах, затонувших кораблях и убийствах. Легендарные герои Джо Магарак, Джон Генри и Джесси Джеймс представлены во многих песнях. К народным танцам относится сквэр-данс, произошедший от кадрили. Религиозное сообщество, известное как шейкеры, эмигрировало из Англии в течение XVIII века и развило свой собственный стиль народного танца. Другие религиозные сообщества создали свои собственные уникальные музыкальные культуры в начале американской истории, как, например культура амишей, Harmony Society и Ephrata Cloister.
Традиционная музыка региона Аппалачи в восточной части США является производной от различных европейских и африканских влияний, в том числе английских баллад, ирландской и шотландской народной музыки (особенно скрипки), гимнов и афроамериканского блюза. Музыка Аппалачей, существующая ещё с XVIII века, является ранней формой кантри-музыки. Традиционная музыка жителей Запада США и Запада Канады называется вестерн, который непосредственно связан со старинными английскими, шотландскими и ирландскими балладами. На развитие вестерна оказала влияние мексиканская музыка юго-запада Америки. Вестерн развивался параллельно с музыкой Аппалачи, однако позднее был объединён с кантри (старое название «hillbilly» было заменено на «кантри», поскольку новый термин охватывал также вестерн). Музыка Аппалачей оказала ключевое влияние на развитие кантри (начиная с 1920-х), блюграсс (начиная с 1940-х) и была важной частью американского фолк-ривайвла (в 1960-х).

## Афроамериканская музыка
Предки афроамериканского населения были привезены в Соединённые Штаты в качестве рабов, для работы на плантациях юга страны. Они происходили из сотен различных племен Западной Африки и привезли с собой определённые черты западноафриканской музыки, в том числе вокальную манеру «вопрос — ответ» и комплексно ритмичную музыку, а также синкопированный бит и смещённые акценты. Африканская музыка, сфокусированная на ритмическом пении и танцах, стала частью народной культуры, которая помогла африканцам «сохранить преемственность со своим прошлым через музыку». Первые рабы в Соединённых Штатах пели рабочие песни, полевые холлеры, а после христианизации, — гимны. В XIX веке Великое пробуждение охватило людей по всей стране, и особенно на Юге. Протестантские гимны, написанные в основном проповедниками из Новой Англии, стали особенностью лагерных собраний, проводимых среди набожных христиан Юга. Когда чернокожие начали петь адаптированные версии этих гимнов, их стали называть спиричуэлс. Именно на основе этих базовых составляющих, спиричуэлс, рабочих песен и полевых холлеров, позднее появились блюз, джаз и госпел.
Спиричуэлс, исполнявшийся рабами на южных плантациях, был прежде всего выражением религиозной веры. В середине-конце XIX века спиричуэлс стал распространяться из Юга США. В 1871 году университет Фиск стал пристанищем для Fisk Jubilee Singers, новаторской группы, популяризовавшей спиричуэлс по всей стране. Ранний сельский блюз— это сочетание африканских рабочих песен, полевых холлеров и кричалок. Он появился в сельских районах Юга в первом десятилетии XX века. Наиболее важными чертами блюза является использование блюзового звукоряда и драматической лирики; хотя оба эти элемента существовали в афроамериканской музыке ещё до XX века, структура произведений современного блюза (как, например, форма AAB) не существовала до начала XX века.

## Другие иммигрантские общины
Соединённые Штаты — это плавильный котёл, состоящий из многочисленных этнических групп. Многие из этих народов сумели сохранить свои музыкальные традиции, создав впоследствии американские варианты этих стилей. Некоторые национальности создали локальные сцены в регионах их наибольших дислокации, как, например, музыка Кабо-Верде в Новой Англии, армянская музыка в Калифорнии, итальянская и украинская музыка в Нью-Йорке.
Креолы — сообщество европейских переселенцев не английского происхождения, живших, главным образом, в Луизиане, перед её приобретением США, каджуны — группа франкоакадцев, депортированных из Акадии в Луизиану. Новый Орлеан, будучи крупнейшим портом, стал плавильным котлом для людей со всех концов Карибского бассейна. В результате здесь появились разнообразные и синкретичные стили каджунской (зайдеко) и креольской музыки.
После присоединения к Соединённым Штатам Техаса проживающие там техано стали развиваться обособленно от своих южных соседей. Центральное место в эволюции музыки техано конца XIX века занимало сочетание традиционных мексиканских форм (корридо, мариачи) с европейскими стилями немецких и чешских поселенцев. В частности, аккордеон стал народным инструментом.

## Дополнительно
- Nettl, Bruno. An Introduction to Folk Music in the United States. Rev. ed. Detroit, Mich.: Wayne State University Press, 1962.